# Fulvio Polesello
Fulvio Polesello (Roma, 8 agosto 1956) è un ex cestista e allenatore di pallacanestro italiano.
È un nome storico per la pallacanestro romana. Il suo nome è legato strettamente a quello della Virtus Roma, di cui è stato giocatore, capitano, e poi dirigente. Assieme a Enrico Gilardi, Stefano Sbarra e Roberto Castellano formava il cosiddetto "gruppo dei romani" all'interno della rosa dei giocatori, che permise di identificare la squadra con la città e i tifosi.

## Carriera

### Club

Polesello a canestro per la Virtus Roma nella bella che decise la finale play-off 1983

Contrariamente a quelle dei suoi ex compagni di squadra, la sua carriera, oltre ad esser stata più lunga, è stata ricca di esperienze da protagonista con formazioni di altre città, pur se non raccogliendo gli stessi frutti degli anni romani. Basti pensare alla esperienza casertana, durata un biennio, e terminata appena un anno prima che Caserta vincesse il suo primo e unico titolo.
Mossi i primi passi nel Vis Nova Roma, squadra della sua città natale, esordisce a livello professionistico giocando tre anni nella Fortitudo Bologna e poi altri due a Vigevano, prima del rientro a Roma. Ha concluso in modo dignitoso la sua carriera di giocatore nel 1992 ad Arese.
Il suo nome è entrato nella memoria dei tifosi romani e di tutta la pallacanestro italiana, grazie al ciclo vincente della società virtussina targata BancoRoma e alla vittoria della Coppa dei Campioni a spese del Barcellona, nella storica finale di Ginevra.
Terminata la carriera di giocatore ha ricoperto il ruolo di dirigente, entrando a far parte dello staff della Virtus Roma. Nel 2007-08 allena in Serie C1, la LUISS Roma.

### Nazionale
Ha indossato anche la maglia azzurra, partecipando alla spedizione nel mondiale spagnolo del 1986.

## Palmarès
- Campionato italiano: 1

Virtus Roma: 1982-83
- Coppa Intercontinentale: 1

Virtus Roma: 1984
- Coppa dei Campioni: 1

Virtus Roma: 1983-84
- Coppa Korać: 1

Virtus Roma: 1985-86